# 하비에르 아키노
하비에르 이그나시오 아키노 카르모나(스페인어: Javier Ignacio Aquino Carmona, 1990년 2월 11일 ~)는 축구 선수이다. 현재 티그레스 UANL와 멕시코 축구 국가대표팀에서 활약하고 있다.